# Der Schwur von Rabenhorst
Der Schwur von Rabenhorst ist ein deutscher Kinderfilm der DEFA von Hans Kratzert aus dem Jahr 1987.

## Handlung
Das Dorf Rabenhorst in der Altmark 1949: Der Sohn des Sägewerkdirektors, Ernst Weise, gründet mit seinen Freunden Thomas und Renate den Bund der Gerechten. Ihr Treffpunkt wird eine Ruine nahe dem Dorf, Ziel ist der Einsatz für die Armen. Als Vorbild dient ihnen Klaus Störtebeker, über den Ernst ein Buch gelesen hat. Er leiht das Buch Thomas, der als Umsiedler mit seiner Mutter und Großmutter bei Bauer Mehrin untergekommen ist, dort aber nur geduldet wird.
Die Gruppe setzt sich mit ihren Mitteln für die Gerechtigkeit ein, stiftet bei ihren Versuchen, Gutes zu tun, jedoch eher Unfrieden. Sie teilen nur den Ärmeren mit, wenn Holz bei der Sägemühle abgeholt werden kann, stehlen einem Bauern eine Decke, die sie Neulehrer Mathies geben, und zwingen mit einer waghalsigen Aktion einen Bauern, wohnungslose Umsiedler aufzunehmen. Auch mit der Gruppe um die Rabauken Willi und Bodo haben die drei immer häufiger Probleme. Der Bund der Gerechten trifft sich immer seltener, unter anderem weil Thomas auf Betreiben seiner katholischen Großmutter zum Messdiener ausgebildet werden soll. Neulehrer Mathies wiederum gründet im Dorf eine Pioniergruppe, der Thomas und Renate beitreten. Ernst stellt sich gegen die Pioniere, die seiner Meinung nach nichts bewirken können, und löst aus Protest auch den Bund der Gerechten auf.
Vom Dorfpfarrer erfahren die Pioniere, dass die Bruchwiesen, auf denen Bauer Mehrin seine Kühe weidet, eigentlich allen Dorfbewohnern gehören. Thomas stellt ein Schild vor der Kuhweide auf, das die Wiese als Volkseigentum ausweist. Mehrin zerstört das Schild, woraufhin Ernst die Kühe von der Weide treibt. Dabei wird Renate von den wildgewordenen Kühen überrannt und muss ins Krankenhaus eingeliefert werden. Ernst und die Aktion der Pioniere werden in der Gemeindevertreterversammlung scharf kritisiert, doch stellt sich Mathies auf die Seite der Kinder. Die stellen vor den Gemeindevertretern den Antrag, dass die Bruchwiesen zukünftig den Kindern gehören, und die Gemeindevertreter stimmen zu.
Nach längeren Diskussionen entscheiden die Kinder, auf den Wiesen einen Spielplatz zu bauen. Viele Bauern des Dorfes helfen mit und auch Thomas, der als Messdiener sein Pionierabzeichen ablegen soll, sich aber weigert, wird als Messdiener entlassen und kann so beim Aufbau des „Pionierdorfes“ mithelfen. Wenig später steht der Spielplatz und bei der großen Einweihung darf auch Ernst dabei sein, der beim Bau mitgeholfen hat. Einer aus der Gruppe um Bodo warnt Renate, dass Bodo und seine Kumpane in der Nacht etwas vorhaben, doch niemand hört auf sie. Nachts schleichen sich Willi, Bodo und ihre Kumpane auf den Spielplatz und zünden ihn an. Vergeblich versucht Renate, die Feuer zu löschen. Ernst und Thomas, die vom Brandschein alarmiert zum Spielplatz rennen, können die Feuerleger überwältigen. Erst jetzt erkennt Ernst, dass sein Groll seinen Freunden gegenüber dumm war.

## Produktion
Der Schwur von Rabenhorst wurde 1986 in Lühsdorf, seit 2003 zu Treuenbrietzen gehörend, gedreht und erlebte am 8. Februar 1987 im Capitol in Jena seine Premiere. Am 7. Oktober 1989 lief der Film auf DFF 1 erstmals im Fernsehen der DDR.
Die Kostüme schuf Barbara Braumann, die Filmbauten stammen von Erich Krüllke.

## Kritik
Die zeitgenössische Kritik befand, dass der Film „nicht alles ganz gründlich erklären will, daß einiges auch offen bleibt, daß eigenes Nachdenken angeregt wird. Und das gegebene Zeitbild stimmt“. Andere Kritiker schrieben, dass der Funke nicht zum Zuschauer überspringe. Der Film habe strukturelle Mängel und ersticke „in der Gleichförmigkeit des Dargebotenen“.
Spätere Kritiker bemängelten, dass der Film durch die Vielzahl der Konfliktfelder und Personen kein Zentrum habe – „Spannungsmomente gehen verloren und Sprünge entstehen. Dabei wäre die Blutsbrüderschaft dreier Kinder, die für soziale Gerechtigkeit eintreten wollen, durchaus ein tragfähiges Sujet. Aber die Möglichkeiten eines solchen Stoffes wurden nicht ausgeschöpft. Stattdessen setzt eine ideologische Schematisierung ein, die zu einem verklärten und verflachten Geschichtsbild führt.“
Für den film-dienst war Der Schwur von Rabenhorst ein „plakativ agitierender Kinderfilm über die Anfänge der Pionierorganisation.“ Frank-Burkhard Habel nannte ihn einen „sehr schematisch geratene[n] Kinderfilm, [der] leider kein differenziertes, stimmiges Bild der Nachkriegsjahre“ zeigt.